# Britta Daub

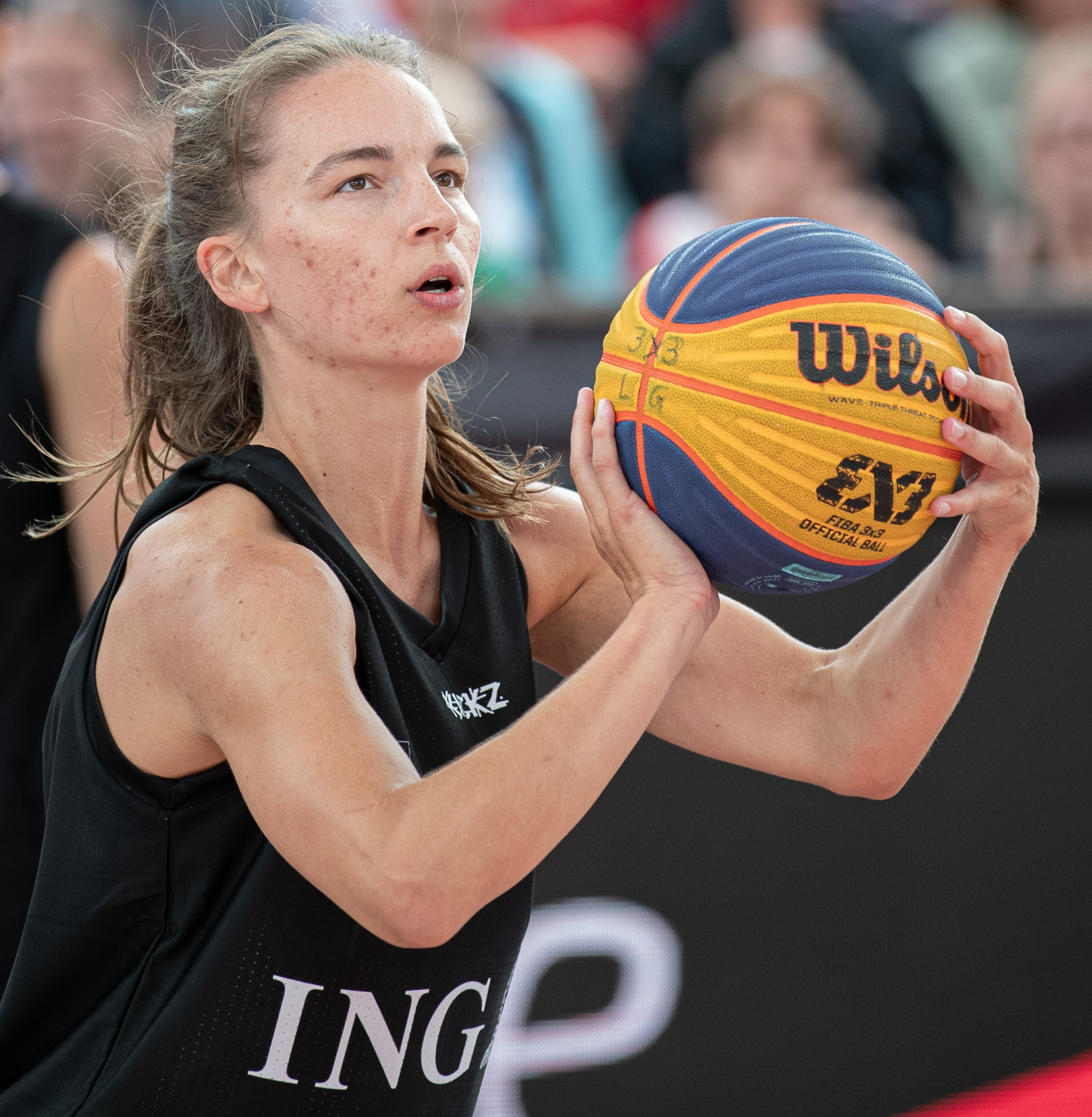
Britta Daub, 2025

Britta Christin Daub (* 20. Januar 1999 in Göttingen) ist eine deutsche Basketballspielerin.

## Werdegang
Daub wuchs in Rosdorf auf, spielte Tennis und ab dem siebten Lebensjahr Basketball in der Nachwuchsabteilung der BG 74 Göttingen. Als Schülerin nahm sie mit der Auswahl des Felix-Klein-Gymnasiums mehrere Male am Bundesfinale des Schulsportwettbewerbs „Jugend trainiert für Olympia“ teil. Ab 2014 spielte sie für die BG-Damen in der 2. Bundesliga. Ein Meniskusriss zog eine monatelange Zwangspause nach sich, zur Saison 2016/17 zog die 1,76 Meter große Aufbauspielerin in die Vereinigten Staaten und setzte an der Houston Christian University in Texas ihre Basketballlaufbahn fort, während sie gleichzeitig studierte. Im Sommer 2018 nahm Daub an der U20-Europameisterschaft teil.
Daub blieb zwei Jahre in Texas, nahm zur Saison 2018/19 ein Angebot des Bundesligisten USC Heidelberg an und begann an der Universität Mannheim ein Studium der Wirtschaftsmathematik. Beim USC spielte sie bis 2022 und wechselte dann zu G.D. ESSA (Portugal).
In der Sommerpause 2023 wurde Daub vom Bundesligisten Eisvögel USC Freiburg als Neuzugang vermeldet. Zuvor war sie im Juli 2023 deutsche Meisterin im 3×3-Basketball geworden.